# Exkixu
Exkixu fue un grupo de folk y rock de Guernica que destacó por la combinación de instrumentos tradicionales de Euskal Herria con música rock, así como por la ideología de sus composiciones. Editaron dos discos: Exkixu en 1993 y Gaua heldu orduko en 1995. Su vocalista, Alex Sardui, fundaría años después la banda Gatibu.

## Miembros
- Alex Sardui (Voz)
- Iñigo Ibarretxe (Alboka)
- Jon Mikel Arronategi (Bajo)
- Josu Artetxe (Batería)
- Esteban Mediavilla (Guitarra)

## Discografía
- Exkixu (GOR Discos, 1993)
- Gaua Heldu Orduko (1995)